# Marc Durand
Marc Durand (* 28. August 1949 in Saint-Samuel/Québec) ist ein kanadischer Pianist und Musikpädagoge.

## Leben
Durand studierte an der École Vincent-d’Indy Klavier u. a. bei Yvonne Hubert und darauf Klavierbegleitung bei Louise André. Von 1973 bis 1975 setzte er seine Ausbildung an der Temple University in Philadelphia fort und war dann an der Juilliard School Schüler. In Europa, Kanada und den USA besuchte er Sommerkurse in den Fächern Klavier von Pierre Sancan, Yvonne Lefébure, Jacques Rouvier und Ronald Turini, Kammermusik von Dorothy DeLay sowie Klavierbegleitung bei John Newmark und Dalton Baldwin. 1973 gewann er den Zweiten Preis beim Wettbewerb International Stepping Stones der Concours de musique du Canada Inc. Umbrella Organization, 1975 den Ersten Preis bei der Theodor Leschetizky International Piano Competition in New York.
Im Jahr 1976 debütierte Durand in der Carnegie Hall in New York. In der Folgezeit trat er als Solist, Kammermusiker und Klavierbegleiter bei zahlreichen Konzerten in Kanada, den USA, Europa, Asien und Australien auf. Mit dem Bariton Bruno Laplante nahm er das komplette Vokalwerk von Eric Satie und Henri Duparc auf. Weitere Aufnahmen entstanden u. a. mit Karina Gauvin.
Als Lehrer wirkte Durand von 1971 bis 1983 an der Université du Québec, von 1978 bis 1982 an der Universität Laval und 1989–90 am Konservatorium von Toronto. Außerdem gab er Meisterklassen u. a. am Peabody Institute in Baltimorean der Eastman School of Music in Rochester, am Oberlin Conservatory in Ohio, an der Colorado State University in Fort Collins, an der Mount Royal University in Calgary und an der Acadia University in Wolfville. Zu seinen Schülern zählen u. a. Louis Lortie, Naida Cole und Jan Lisiecki.